# ONE FC 5
ONE FC 5: Pride of a Nation（ワン・エフシー・ファイブ：プライド・オブ・ア・ネイション）は、シンガポールの総合格闘技団体「ONE FC」の大会の一つ。2012年8月31日、フィリピン・マニラのスマート・アラネタコロシアムで開催された。

## 大会概要
DREAMバンタム級王者ビビアーノ・フェルナンデス、元UFC世界ヘビー級王者ティム・シルビア、アンドレイ・アルロフスキー、元UFC世界ライト級王者ジェンス・パルヴァーがONE FCデビュー。

## 試合結果
| 試合                 | 階級         | 勝者                                        | 敗者                     | 試合結果                               |
| -------------------- | ------------ | ------------------------------------------- | ------------------------ | -------------------------------------- |
| プレリミナリーカード |              |                                             |                          |                                        |
| 1                    | フェザー級   | ホノリオ・バナリオ                          | アンドリュー・ベニベ     | 3R 3:42 TKO（打撃）                    |
| 2                    | フェザー級   | シャノン・ウィラチャイ ミッチ・チルソン     |                          | 2R 2:03 ノーコンテスト（反則）         |
| 3                    | ウェルター級 | フィル・バローニ                            | ホドリゴ・ヒベイロ       | 1R 1:00 TKO（パウンド）                |
| 4                    | 80kg契約     | グレゴー・グレイシー                        | ニコラス・マン           | 1R 3:38 腕ひしぎ十字固め               |
| 5                    | バンタム級   | キム・スーチョル                            | ケビン・ベリンゴン       | 3R終了 判定3-0                         |
| 6                    | ウェルター級 | チョ・ジョンファン                          | イーゴー・グレイシー     | 3R 1:03 TKO（打撃）                    |
| 7                    | ヘビー級     | ホーレス・グレイシー                        | トニー・ボネロ           | 3R 1:39 リアネイキドチョーク           |
| メインカード         |              |                                             |                          |                                        |
| 8                    | フェザー級   | エリック・ケリー                            | ジェンス・パルヴァー     | 2R 1:46 TKO（左ミドルキック→パウンド） |
| 9                    | ヘビー級     | アンドレイ・アルロフスキー ティム・シルビア |                          | 2R 4:46 ノーコンテスト（反則）         |
| 10                   | ライト級     | エドゥアルド・フォラヤン                    | フィリップ・エノモト     | 3R終了 判定3-0                         |
| 11                   | バンタム級   | ビビアーノ・フェルナンデス                  | グスタボ・ファルシローリ | 3R終了 判定3-0                         |